# Graphania pelistis
Graphania pelistis är en fjärilsart som beskrevs av Edward Meyrick 1887. Graphania pelistis ingår i släktet Graphania och familjen nattflyn. Inga underarter finns listade i Catalogue of Life.